# Milíčov
Milíčov település Csehországban, a Jihlavai járásban. Milíčov Dušejov, Hojkov, Boršov, Nový Rychnov és Jankov településekkel határos. Lakosainak száma 151 fő (2024. január 1.).

## Népesség
A település lakosságának változását az alábbi diagram mutatja:
| Lakosok száma | 378  | 348  | 385  | 250  | 185  | 129  | 129  | 141  | 138  | 151  |
|               | 1869 | 1900 | 1921 | 1961 | 1980 | 2011 | 2016 | 2019 | 2021 | 2024 |